# یاکوب فون اوکسکول
یاکوب فن اوکسکول (آلمانی: Jakob von Uexküll; ۸ سپتامبر ۱۸۶۴ – ۲۵ ژوئیهٔ ۱۹۴۴) یک زیست‌شناس، و فیلسوف اهل آلمان بود.